# William W. Popp
William W. Popp es un diplomático estadounidense que se desempeñó como embajador de los Estados Unidos en Guatemala.

## Educación
Popp obtuvo Licenciatura en Artes, magna cum laude, de Westminster College, su Maestría en Artes de la Universidad George Washington y su Maestría en Ciencias en Estrategia de Seguridad Nacional en el Escuela Nacional de Guerra.

## Carrera diplomática
Popp fue Oficial Principal Adjunto y luego Oficial Principal Interino en el Consulado General de los Estados Unidos en Sao Paulo, Brasil. También se desempeñó como Consejero Económico Adjunto de la Embajada de los Estados Unidos en Bogotá, Colombia. Se desempeñó como Consejero Político y luego como Subjefe de Misión Interino en la Embajada de los Estados Unidos en Nairobi, Kenia. También fue Director de la Oficina de Política Económica Regional y Coordinación de Cumbres en la Oficina de Asuntos del Hemisferio Occidental del Departamento de Estado. Fue el Encargado de Negocios a.i. en Brasil desde noviembre de 2018 hasta febrero de 2020. Fue Jefe de Misión Adjunto en la Embajada de los Estados Unidos en Brasilia, Brasil desde agosto de 2017.

## Embajador en Guatemala
El 28 de mayo de 2020, el presidente Donald Trump anunció su intención de nominar a Popp para ser el próximo embajador de Estados Unidos en Guatemala. El 2 de junio de 2020, su nominación fue enviada al Senado de los Estados Unidos. Fue confirmado por el Senado de los Estados Unidos el 6 de agosto de 2020 por voto a viva voz. Asumió el cargo el 13 de octubre de 2020. Popp presentó sus cartas credenciales al presidente de Guatemala, Alejandro Giammattei, el 19 de octubre de 2020.